# Ruokolahti
Ruokolahti – gmina w Finlandii, położona w południowo-wschodniej części kraju, należąca do regionu Karelia Południowa.